# Bruno Bisang
Bruno Bisang (* 1952 in Ascona, Schweiz) ist ein Schweizer Modefotograf.

## Leben
Bisang studierte an der Kunstgewerbeschule Zürich (heute Teil der Zürcher Hochschule der Künste), gefolgt von einer Ausbildung. Seit 1979 ist er als freier Fotograf tätig, zunächst nur in Zürich. Heute arbeitet und lebt er außerdem in Mailand, Paris und New York City.
Seine Bilder sind in vielen internationalen Zeitschriften zu sehen, darunter z. B. Vogue, Cosmopolitan, GQ, Photo.
Für Werbekampagnen arbeitete er für zahlreiche große Modemarken wie Chanel, Wolford, Palmers und Givenchy.
Er fotografierte zahlreiche Stars, z. B. Tyra Banks, Monica Bellucci, Carla Bruni Sarkozy, Naomi Campbell, Claudia Schiffer.

## Ausstellungen (Auswahl)
- Kaune, Posnik, Spohr Gallery, Köln, 2014
- The Little Black Gallery, London, 2012
- Young Gallery, Brüssel, 2004 und 2011
- Kaune, Sudendorf Gallery, Köln, 2011[1]
- Camerawork, Hamburg, 2005
- Pandora Gallery, Marbella, Spanien, 2005
- Espace Picto Bastille, Paris, 2005

## Publikationen
- Photographs, 2000, teNeues Verlag, ISBN 3-8238-5451-8
- Exposure, 2004, teNeues Verlag, ISBN 3-8238-4598-5
- 30 Years of Polaroids, teNeues Verlag, Kempen 2011 ISBN 978-3-8327-9530-6

2006 und 2007 sind im teNeues Verlag mehrere Kalender in verschiedenen Formaten erschienen.